# Aéroport de Norway House
L'aéroport de Norway House est un aéroport situé au Manitoba, au Canada.